# ليلي غروبر
ليلي غروبر، (بالإيطالية: Lilli Gruber)‏ (ولدت في 19 أفريل 1957 بولزانو)، صحفية وسياسية إيطالية ، وعضو في الحزب الديمقراطي (PD).
عُرِفت من خلال تقديمها لبرامج إخبارية لسنوات على تي جي 1 ، ونشرة الأخبار 20 ساعة على القناة الإيطالية الأولى  راي 1 ، أصبحت عضوا في البرلمان الأوروبي منذ عام 2004 إلى غاية شهر سبتمبر 2008، حيث استقالت من عملها في البرلمان لتستئنف نشاطها الصحفي السابق. ظهرت على الشاشة من جديد من خلال البرنامج اليومي Otto e mezzo على القناة الإيطالية LA7 .

## مقالات
- Quei giorni at Berlino ، Turin، Nuova Eri edizioni RAI، 1990
- أنا مي جورني في بغداد ، ميلانو، ريزولي، 2003
- The altro Islam - A viaggio nella terra degli sciiti ، ميلانو، ريزولي، 2004
- تشادور - نيل كور ديفيزو ديليران ، ميلانو، ريزولي، 2005
- أمريكا أنو زيرو - ميلانو، ريزولي، 2006
- فيغلي ديل إسلام ، ميلانو، ريزولي، 2007
- Streghe ، ميلان، ريزولي، 2008
- ريتورنو في بيرلينو ، ميلانو، ريزولي، 2009
- Eredità. A storia della mia famiglia tra l'impero e il fascismo ، ميلان، ريزولي، 2012 ، (ردمك 978-88-17-04537-7)
- تيمبيستا ، ميلانو، ريزولي، 2014 ، (ردمك 978-88-17-07567-1)
- بريجيوني ديل الإسلام. الإرهاب، migrazioni ، integrazione: إنه triangolo che cambia la nostra vita ، ميلانو، ريزولي، 2016 ، (ردمك 978-88-17-08854-1)

## روابط خارجية
- ليلي غروبر على موقع IMDb (الإنجليزية)
- ليلي غروبر على موقع مونزينجر (الألمانية)

- Radio Radicale

- - Site officiel (بالإيطالية)